# تئاتر آپولو لندن
تئاتر آپولو لندن (انگلیسی: Apollo Theatre) یک سالن نمایش در لندن، انگلستان است.
این سالن تئاتر که در خیابان شافتزبوری قرار دارد در سال ۱۹۰۱ میلادی تأسیس شده و جزئی از تئاتر وست اند محسوب می‌شود. تئاتر آپولو دارای ۶۵۸ نفر ظرفیت می‌باشد.